# Phyllanthus dewildeorum
Phyllanthus dewildeorum är en emblikaväxtart som beskrevs av Michael George Gilbert. Phyllanthus dewildeorum ingår i släktet Phyllanthus och familjen emblikaväxter. Inga underarter finns listade i Catalogue of Life.